# MenschFeind
MenschFeind – wydany w 2005 r. album niemieckiej formacji Diary of Dreams.

## Lista utworów
1. MenschFeind – 6:04
2. Haus Der Stille – 5:47
3. Day-X-Relic – 5:16
4. Killers – 6:15
5. Treibsand – 5:03
6. the Cage – 5:29
7. Pentaphobia – 7:48